# 坂口昇平
坂口 昇平（さかぐち　しょうへい、1964年10月20日 - ）は北海道出身の元スキージャンプ選手。
札幌陵北中学校→北海高等学校→雪印乳業。1994年現役引退。

## 日本国内での主な競技成績
- 1981.11.22(日) 第1回クナイスル杯ピヤシリジャンプ大会 少年の部優勝
- 1981.12.27(日) 第12回名寄ピヤシリジャンプ大会 少年の部優勝
- 1982.01.10(日) 第23回雪印杯全日本ジャンプ大会 少年の部優勝
- 1982.01.24(日) 第37回北海道スキー選手権大会 少年の部優勝
- 1982.02.21(日) 第37回国民体育大会冬季大会  少年の部優勝
- 1982.03.22(月) 第17回倶知安町長杯全道ジャンプ大会 少年の部優勝
- 1983.01.09(日) 第24回雪印杯全日本ジャンプ大会 少年の部優勝
- 1983.02.25(金) 第38回国民体育大会冬季大会  少年の部優勝
- 1983.02.27(日) 第61回全日本スキー選手権大会(90m級)兼第24回NHK杯ジャンプ大会 少年の部優勝
- 1984.12.09(日) 第4回クナイスル杯ピヤシリジャンプ大会 成年の部優勝
- 1985.01.15(火) 第13回札幌オリンピック記念国際スキージャンプ競技大会 優勝
- 1985.01.27(日) 第40回北海道スキー選手権大会 成年の部優勝
- 1985.02.03(日) 第26回NHK杯ジャンプ大会 成年の部優勝
- 1985.03.29(金) 第13回野沢温泉ジャンプ大会 成年の部優勝
- 1986.03.04(火) 第7回国際蔵王ジャンプ大会NHK杯 成年の部優勝
- 1988.03.29 第16回野沢温泉ジャンプ大会 成年の部優勝
- 1994.03.18(金) 第18回伊藤杯 宮の森ナイタージャンプ大会 優勝